# A lyga 2014
La A lyga 2014 è stata la 25ª edizione della massima divisione del campionato lituano di calcio. La stagione è iniziata il 9 marzo e si è conclusa il 9 novembre 2014. Lo Žalgiris Vilnius ha vinto il campionato per la quinta volta nella sua storia, la seconda consecutiva.

## Stagione

### Novità
Le squadre che hanno ottenuto una licenza sono passate da 9 a 10. Di conseguenza, ogni squadra giocherà 36 partite anziché 32, con ogni squadra che ha affrontato ogni altro club quattro volte in totale, due volte in casa e due volte in trasferta.

### Formula
Le 10 squadre partecipanti si affronteranno per quattro volte, per un totale di 36 giornate.

La squadra campione di Lituania ha il diritto a partecipare alla UEFA Champions League 2015-2016 partendo dal secondo turno di qualificazione.

Le squadre classificate al secondo e terzo posto sono ammesse alla UEFA Europa League 2015-2016 partendo dal primo turno di qualificazione.

La vincitrice della Coppa nazionale è ammessa alla UEFA Europa League 2015-2016 partendo dal primo turno di qualificazione.

## Squadre partecipanti
| Club              | Stagione | Città       | Stadio             | Stagione 2013                 |
| ----------------- | -------- | ----------- | ------------------ | ----------------------------- |
| Atlantas          |          | Klaipėda    | Stadio Žalgiris    | 2º posto in A Lyga            |
| Banga Gargždai    |          | Gargždai    | Stadio Gargždai    | 6º posto in A Lyga            |
| Dainava Alytus    |          | Alytus      | Stadio Miesto      | 8º posto in A Lyga            |
| Ekranas           |          | Panevėžys   | Stadio Aukštaitija | 3º posto in A Lyga            |
| Granitas Klaipėda |          | Klaipėda    | Gargždai Stadium   | 1º posto in 1 Lyga            |
| Kruoja            |          | Pakruojis   | Stadio Cittadino   | 5º posto in A Lyga            |
| Sūduva            |          | Marijampolė | Stadio Sūduva      | 4º posto in A Lyga            |
| Šiauliai          |          | Šiauliai    | Stadio Savivaldybė | 7º posto in A Lyga            |
| Trakai            |          | Trakai      | Stadio LFF         | 3º posto in 1 Lyga, ripescato |
| Žalgiris          | dettagli | Vilnius     | Stadio Žalgiris    | Campione di Lituania          |

## Classifica finale
|                     | Pos. | Squadra           | Pt | G  | V  | N  | P  | GF | GS  | DR   |
| ------------------- | ---- | ----------------- | -- | -- | -- | -- | -- | -- | --- | ---- |
| Lituania (bandiera) | 1.   | Žalgiris          | 84 | 36 | 25 | 9  | 2  | 92 | 17  | +75  |
|                     | 2.   | Kruoja            | 66 | 36 | 19 | 9  | 8  | 70 | 35  | +35  |
|                     | 3.   | Atlantas          | 65 | 36 | 19 | 8  | 9  | 76 | 36  | +40  |
|                     | 4.   | Trakai            | 63 | 36 | 18 | 9  | 9  | 65 | 38  | +27  |
|                     | 5.   | Sūduva            | 62 | 36 | 17 | 11 | 8  | 70 | 38  | +32  |
|                     | 6.   | Ekranas           | 45 | 36 | 12 | 9  | 15 | 51 | 58  | -7   |
|                     | 7.   | Šiauliai          | 40 | 36 | 12 | 4  | 20 | 50 | 63  | -13  |
|                     | 8.   | Granitas Klaipėda | 37 | 36 | 9  | 10 | 17 | 47 | 67  | -20  |
|                     | 9.   | Banga Gargždai    | 30 | 36 | 8  | 6  | 22 | 29 | 65  | -36  |
|                     | 10.  | Dainava Alytus    | 9  | 36 | 2  | 3  | 31 | 12 | 143 | -131 |

Legenda:
      Campione di Lituania e ammessa alla UEFA Champions League 2015-2016
      Ammesse alla UEFA Europa League 2015-2016
      Retrocessa in 1 Lyga 2015

## Risultati
|                   | Atl     | Ban     | Dai      | Ekr     | Gra     | Kru     | Sūd     | Šia     | Tra     | Žal     |
| ----------------- | ------- | ------- | -------- | ------- | ------- | ------- | ------- | ------- | ------- | ------- |
| Atlantas          | ––––    | 0-0 3-1 | 6-0 12-0 | 2-2 4-0 | 2-0 3-0 | 1-3 1-0 | 1-0 2-2 | 1-0 4-0 | 0-2 1-0 | 0-1 2-1 |
| Banga Gargždai    | 0-2 1-2 | ––––    | 6-0 3-1  | 0-0 0-1 | 0-0 0-6 | 0-1 1-4 | 0-1 1-3 | 1-2 1-3 | 1-0 0-4 | 1-2 1-5 |
| Dainava Alytus    | 0-7 0-4 | 2-0 0-0 | ––––     | 0-3 1-2 | 0-5 0-0 | 0-5 2-0 | 0-8 0-6 | 0-6 0-1 | 1-7 0-2 | 0-8 0-3 |
| Ekranas           | 2-1 0-3 | 0-0 4-1 | 6-0 2-1  | ––––    | 1-1 2-3 | 1-2 3-2 | 0-2 1-2 | 3-1 2-3 | 2-2 2-1 | 0-0 1-3 |
| Granitas Klaipėda | 2-2 0-3 | 1-0 1-2 | 2-0      | 1-3 2-4 | ––––    | 2-2 1-5 | 0-2 1-1 | 3-0 0-0 | 0-0 2-3 | 2-1 1-6 |
| Kruoja            | 1-1 4-1 | 0-1     | 4-0 3-2  | 2-0 1-0 | 2-2 3-1 | ––––    | 1-1 2-1 | 1-0 4-1 | 0-1 2-2 | 0-0     |
| Sūduva            | 1-1 0-0 | 0-1 2-0 | 5-0 0-0  | 2-2 0-0 | 5-1 4-1 | 0-1 1-2 | ––––    | 2-0     | 0-1 0-0 | 0-3 1-1 |
| Šiauliai          | 3-1 0-3 | 1-2 4-1 | 5-0 4-1  | 2-0 0-0 | 1-0 1-2 | 1-1 1-5 | 1-4 2-4 | ––––    | 0-2 3-1 | 0-0 1-2 |
| Trakai            | 0-0 3-0 | 2-2 4-0 | 4-0 1-0  | 2-0 5-1 | 2-0 2-1 | 1-4 0-0 | 3-4 1-3 | 2-1 3-1 | ––––    | 1-1 0-2 |
| Žalgiris Vilnius  | 4-0 3-0 | 1-0 -   | 9-1 2-0  | 1-0 5-1 | 1-1 4-0 | 2-0 1-0 | 8-1 0-0 | 3-1 2-0 | 1-1 3-0 | ––––    |

## Statistiche

### Classifica marcatori
| Gol |  |  | Giocatore           | Squadra  |
| --- |  |  | ------------------- | -------- |
| 19  |  |  | Niko Tokić          | Šiauliai |
| 17  |  |  | Linas Pilibaitis    | Žalgiris |
| 15  |  |  | Ričardas Beniušis   | Kruoja   |
| 15  |  |  | Lukas Kochanauskas  | Trakai   |
| 13  |  |  | Elivelto            | Ekranas  |
| 13  |  |  | Evaldas Razulis     | Atlantas |
| 13  |  |  | Tomas Radzinevičius | Sūduva   |